# مزهر عبدالرحمان
مزهر عبدالرحمان (انگلیسی: Mazhar Abdel Rahman؛ زادهٔ ۱۱ نوامبر ۱۹۷۶) بازیکن فوتبال اهل مصر است.
از باشگاه‌هایی که در آن بازی کرده‌است می‌توان به باشگاه فوتبال موناکو، باشگاه فوتبال المصری، باشگاه فوتبال جیانگسو سونینگ، باشگاه ورزشی زمالک، و باشگاه فوتبال مقاولون عرب اشاره کرد.
وی همچنین در تیم ملی فوتبال مصر بازی کرده‌است.